# Look Outside (Computerspiel)
Look Outside (deutsch: „Blick nach draußen“) ist ein Survival-Horror-Computerspiel, das von dem kanadischen Indie-Entwickler Francis Coulombe erdacht und von Devolver Digital entwickelt und am 21. März 2025 veröffentlicht wurde. Look Outside ist ein Rollenspiel in 16 bit-Grafik mit lovecraft'scher Horror- und Weltuntergangsthematik, das unter anderem durch groteske Grafiken und einem Endgegner, der weder gut noch böse ist, besticht. Das Spiel erzählt die Geschichte eines einfachen Bürgers namens Sam, der durch ein weltweites Phänomen aus seinem drögen Alltag gerissen wird und nun zu überleben versucht.

## Inhalt

### Handlung
Irgendwann im 21. Jahrhundert: Sam, ein aktuell arbeitsloser Müßiggänger und Zocker, wird eines Tages von seltsamen, wiederkehrenden Albträumen heimgesucht und eines Morgens wacht er mit dem unerklärlichen und unwiderstehlichen Drang auf, aus dem Fenster schauen zu müssen. Als er drauf und dran ist, die Vorhänge beiseite zu ziehen, wird er überraschend von seiner Nachbarin Sybil angesprochen, die ihn eindringlich davor warnt, aus dem Fenster zu blicken. Über Sybil und Social Media erfährt Sam, dass jeder, der aus dem Fenster schaut, oder gar das Haus verlässt, in ein groteskes Ungeheuer verwandelt wird. Das Phänomen scheint sich in Windeseile rund um die ganze Welt auszubreiten und zunächst scheint die Ursache unklar. Als Sam sein Appartement verlässt, um der Sache näher auf den Grund zu gehen, wird er Zeuge der Auswirkungen: seine Nachbarn verwandeln sich in Ungeheuer und/oder verlieren den Verstand. Er begegnet schließlich vier Astronomen, die ihm berichten, dass das Phänomen durch ein außerirdisches Wesen verursacht wird, das nur als Der Besucher bekannt ist. Irgendwie verwandelt es jeden, der das Wesen direkt oder indirekt beobachtet und man argwöhnt, dass dies „lediglich“ eine Nebenwirkung des Versuchs des Wesens ist, mit den Menschen zu kommunizieren. Unerklärlicherweise wissen Sybil und die Astronomen nur, dass das Phänomen in 15 Tagen vorbei sein wird. Sam ist nun gezwungen, die 15-Tage-Frist irgendwie zu überleben, während die Welt um ihn herum in Chaos und Verwüstung versinkt.

### Enden
Look Outside bietet derzeit acht verschiedene Spielenden an, die sich grob in drei Gruppen unterteilen lassen:
- Mir-doch-egal-Ende: Sam sitzt die 15-Tage-Frist eiskalt aus, ohne jemals sein Appartement zu verlassen. Stattdessen vertrödelt er seine Zeit mit Zocken, Social Media und eventuell eingeladenen Gästen. Als die Frist verstrichen ist, wird erzählt, wie die Welt vollständig von Monstern überrannt wird und schließlich zugrunde geht. Auch Sam entgeht seinem Schicksal nicht, denn Verstecken wird durch die Zerstörungswellen sehr bald unmöglich.
- Ritual-Enden: es gibt insgesamt vier Ritual-Enden, bei denen die vier Astronomen versuchen, mit dem Besucher in Kontakt zu treten. Alle vier Enden haben zum Inhalt, das die Vier (inklusive Sam) verwandelt werden: Läuft bei der Vorbereitung etwas schief, bleiben die Astronomen als groteske Mutanten zurück. Hat Sam ein Meerschweinchen mitgebracht, verwandelt sich dieses in ein gottgleiches Ungeheuer und verwüstet die Erde. Selbst wenn er es besiegen kann, so wird Sam trotzdem selbst in ein Ungeheuer verwandelt, schlicht, weil er das Haus verlassen hatte.
- Kontakt-Enden: Wenn alle Vorbereitungen zum Ritual erfolgreich abgeschlossen wurden, nehmen die Astronomen Kontakt mit dem Besucher auf. Daraufhin verwandeln sie sich, verschmelzen miteinander und werden schließlich zu einem Halbgott, den Sam aber besiegen kann. Während des Kampfes wird Sam vom Besucher in dessen unmittelbare Nähe erhoben. Der Besucher offenbart sich Sam als gigantisches, vielfarbiges Auge. Es kommt zu einem bewegenden Zwiegespräch, bei dem der Besucher seine wahre Absicht offenbart: nämlich, dass er gar keine hat. Er ist sich absolut nicht bewusst, dass seine bloße Anwesenheit Schaden unter den Menschen anrichtet. Als Sam den Besucher darum bittet, dieser möge doch seinen verheerenden Blick abwenden, verrät der Besucher, dass das Auge gar nicht seine wahre Gestalt ist (sondern nur ein Teil von ihm). Er stellt Sam vor die Wahl: will er des Besuchers wahre Gestalt sehen oder nicht? Egal, wofür Sam sich entscheidet, es gipfelt darin, dass Sam sich verwandelt und als Halbgott die Erde entweder zerstört, oder wieder aufbaut.

Allen Enden ist gemeinsam, dass der Erzählung nach mindestens zwei Drittel der Menschheit ausgerottet und der Rest verwandelt wird und/oder ums Überleben kämpft.

## Charaktere
Neben dem Protagonisten kann der Spieler verschiedene Nebencharaktere rekrutieren und bei sich im Appartement aufnehmen. Den meisten potentiellen Partymitgliedern begegnet der Spieler während sogenannter Es klopft an der Tür...-Ereignisse, bei denen die Charaktere an Sams Appartementtür klopfen und um Hilfe bitten. Insgesamt können aktuell 14 verschiedene Nebencharaktere rekrutiert werden, im Folgenden eine kleine Auswahl der wichtigsten von ihnen:

### Menschen (Auswahl)
- Sam: ist ein ganz gewöhnlicher Mann mittleren Alters (schätzungsweise zwischen 25 und 30 Jahre) und von unauffälliger, wenn auch etwas nachlässig gepflegter Erscheinung. Er gammelt den ganzen Tag in seinem Appartement herum und meidet es tunlichst, seiner Zahlungspflicht als Mieter nachzukommen. Der Spieler erlebt das Abenteuer aus Sams Perspektive.
- Sybil: Die Nachbarin von Sam. Sie war dereinst eine gefeierte und vielbewunderte Astronomin, bis sie als Erste den Besucher erspähte und durch dessen Einfluss in eine unförmige, schwarze Masse mit einem großen Auge verwandelt wurde. Nun lebt sie in Sams Appartementwand. Sybil leidet an schwerem Gedächtnisverlust und hat Mühen, klare Gedanken zu fassen. Sie ist jedoch gutherzig, ehrlich und hilfsbereit.
- Sophie: Ein 8-jähriges Mädchen, das ein Stockwerk unter Sam wohnt. Ihre Mutter Harriet verließ die gemeinsame Wohnung auf der Suche nach Hilfe und Essen und kehrte nicht mehr zurück. Wie vereinbart zog Sophie los und klapperte das Wohnhaus nach hilfsbereiten Nachbarn ab (was sie beinahe umgebracht hätte). Sophie ist extrem frühreif, kess, vorlaut, aber ehrlich und mutig.
- Helen: eine äußerst burschikose und muskulöse Anwohnerin, die durch den Besucher beeinflusst wurde und ihr Gesicht verlor (und trotzdem irgendwie kommunizieren, sehen, hören etc. kann). Sie ist wortkarg, ruppig und eine Waffenfanatikerin, die ihre Hockeymaske niemals abnimmt. Ihr Erscheinungsbild stellt eine Parodie auf Michael Myers aus der Halloween-Reihe dar.
- Die vier Astronomen: Jasper, Beryl, Aurelius und Aster sind vier Hobby-Astronomen, die eine Art Kult um den Besucher errichtet haben, in der Hoffnung, mit diesem in Kontakt treten zu können. Sie tragen schwarze Kutten und können äußerlich durch ihre verschiedenfarbig leuchtenden Augen unterschieden werden. Ihren naiven Versuch der Kontaktaufnahme überleben sie alle viere nicht.

### Kreaturen (Auswahl)
- Der Besucher: ist eine namen- und alterlose, außerirdische Kreatur mit gottgleichen Kräften, die seit Urzeiten gedanken- und sorglos vor sich hin lebend durch das Weltall pilgert und durch puren Zufall auf unser Sonnensystem stieß. Neugierig geworden, versuchte es, mit den Menschen in Kontakt zu treten, als es feststellte, dass es bemerkt worden war. Der Besucher ist weder gut, noch böse. Er hat bis zur persönlichen Begegnung mit Sam überhaupt keine Ahnung, dass seine bloße Anwesenheit die Menschheit dahinrafft. Als Sam ihm weinend erklärt, was für Leid der Besucher anrichtet, ist dieser bestürzt darüber und reist wieder ab – allerdings mit Abschiedsgeschenk: er lässt Sam seine volle Gestalt erblicken, worauf dieser dem Irrsinn anheim fällt und sich verwandelt. Der Besucher erinnert gestaltlich am ehesten an einen Kalmar mit mehreren Segmenten. Er ist so groß, dass sein Körper von der Erde bis zur Oort'schen Wolke reicht.
- Cinnamon: ist ein putziges und handzahmes Meerschweinchen. Wenn Sam (respektive, der Spieler) es rettet und mit nach Hause nimmt, kann es großen Einfluss auf das Spielende nehmen: wenn nämlich das Ritual der vier Astronomen fehlschlägt und/oder das Meerschweinchen als Opfer dargeboten wird, verwandelt es sich in ein gigantisches Ungeheuer namens Xin-Amon und verwüstet die Erde.
- Das Rattenkind: ein grotesker Säugling in Gestalt einer anthropomorphen Ratte. Wenn Sam (respektive, der Spieler) sich entschließt, das Wesen zu verschonen und zuhause aufzunehmen, wächst es rasch auf Kindergröße heran, erlernt sogar die menschliche Sprache und kann als Kampfgefährte mit auf Reisen genommen werden. Es trägt dann sogar eine Kappe und einen kleinen Rucksack.

## Spielmechanik

### Steuerung
Derzeit kann Look Outside nur auf dem Windows-PC gespielt werden, als Steuerungselemente können Tastatur und/oder Maus genutzt werden. „W“, „A“, „S“ und „D“ geben die Richtung vor, „Shift“ lässt Sam rennen und „E“ ist für Interaktionen aller Art zuständig. Der Default-Name „Sam“ kann zu Beginn des Spieles ganz nach Wunsch umgeändert werden (aber nicht mehr später). Wird per Maus gesteuert, müssen die Stellen, Monster, Personen und/oder Objekte angeklickt werden.
Das Spiel wird aus der Vogelperspektive gespielt, wobei die Charaktere als sogenannte Sprites erscheinen. Hat der Spieler eine ganze Gruppe rekrutiert, erscheinen die Sprites der aktuellen Gruppenzusammenstellung hinter dem Hauptsprite von Sam. Eine Gruppe gilt als „voll“, wenn sie aus insgesamt vier Mitgliedern besteht. Sam ist und bleibt Gruppenführer und kann nicht ausgetauscht werden. Die Gruppe kann neu zusammengestellt werden, indem Charaktere, die in Sams Appartement untergekommen sind, angesprochen werden. Eine Sonderrolle nehmen Audrey (ein wandelnder Verkaufsautomat) und Morton (ein Messie) ein, da von ihnen Objekte eingetauscht oder gekauft werden können.

### Charakter- und Statusverwaltung
Look Outside zeichnet sich durch eine interessante Charakter- und Statusverwaltung aus. Sams Grundcharakter hängt sehr stark davon ab, ob und wie der Spieler sich um ihn kümmert. Er kann Sam zu einem barmherzigen Samariter machen, der jeden aus der Not errettet und/oder bei sich aufnimmt und der zu jedem, selbst zu intelligent gebliebenen Monstern, nett ist. Er kann aus Sam aber auch einen gleichgültigen Ignoranten machen, der nur auf sein Überleben und seine Bedürfnisse bedacht ist, indem er ausnahmslos jeden wegschickt und/oder ausnimmt. Er kann aus Sam sogar eine Art brutalen Serienmörder machen, der jeden tötet, der sich seinem Appartement nähert, oder sonst wie Kontakt zu ihm aufnimmt – einschließlich der vier Astronomen.
Des Weiteren ist der Spieler mehr oder weniger dazu angehalten, sich um Sams Hygiene zu kümmern. Sam kann sich in seinem Badezimmer die Zähne putzen (er muss dazu sogar hin und wieder Zahncreme kaufen und/oder einsammeln) und in seiner Duschkabine waschen. Wird Sams Hygiene vernachlässigt oder gar vollständig ignoriert, hat dies negative Auswirkungen: sowohl sein aufkommender Mundgeruch als auch sein Körpermief locken Gegner an (dadurch verringert sich der Wahrnehmungsumkreis, in welchem Sam bemerkt wird). Auch um Sams Ernährung sollte sich gekümmert werden. Sam kann an seinem Herd in seinem Appartement Gerichte unterschiedlichster Cuisine zubereiten. Die dafür gesammelten Zutaten (zum Beispiel Eier, Brot, Reis und gefrorenes Gemüse) muss der Spieler kaufen oder einsammeln. Wenn Sam zu hungern beginnt, schmälern sich nach und nach seine maximale Lebenspunktezahl und dies kann nicht mehr revertiert werden.
Zu den Grund-Statuswerten aller spiel- und steuerbaren Look Outside-Charaktere gehören unter anderem: Lebenspunkte (HP), Stamina (STM), Verteidigung (DEF) und Geschicklichkeit (AG). Wenn ein Charakter eine Schusswaffe bei sich trägt, kommt noch der Status Munition (AMMO) hinzu. Regelmäßige Interaktionen mit Anderen erhöhen oder verringern Sonder-Statuswerte wie Sozialwesen (Social), Laune (Calm) und Moral.

### Ausrüstung und Itemverwaltung
In Look Outside können (und sollten) spiel- und steuerbare Charaktere ausgerüstet und Items verwaltet werden. Das Item-Menü verfügt über drei Fächer mit den Kategorien Items (Gebrauchsobjekte), Melee (Kampfausrüstung) und Key Items (Spezialobjekte). Während Gebrauchsobjekte aufgebraucht und/oder verkauft werden können, sind die Spezialobjekte unantastbar (mit Ausnahme eines Meerschweinchens, das dann und wann gestreichelt werden kann).

### Kampfsystem
In Look Outside wird der Spieler unweigerlich auf Monster treffen, sobald er sein Appartement verlässt. Die Kämpfe werden aus der Ich-Perspektive ausgetragen, wobei die Aktionsmenüs inklusive Charakterprofil(e) am unteren Bildschirmrand erscheinen. Der Spieler kann zwischen verschiedenen Hauptaktionen wählen, zu denen Angriff, Spezialangriff, Schutz, Item und Flucht gehören. Bestimmte Charaktere haben spezielle Fähigkeiten, die ebenfalls gesondert im Aktionsmenü erscheinen. So kann beispielsweise die kleine Sophie sich auf Zuruf hinter der Gruppe verstecken (Spezialhandlung Verstecken) und von dort aus mit einer Zwille mitmischen. Die Kämpfe werden teils rundenbasiert, teils in Echtzeit ausgetragen. Zwar kann während der Auswahl der nächsten Aktion kein Charakter oder Gegner handeln (dadurch kann der Spieler sich bei seiner Auswahl Zeit lassen), aber wer im Kampf selbst als Nächster eine Aktion ausführt, wird per Zufallsgenerator entschieden.
Die übliche Angriffsmethode ist jene per Waffe. Es wird unterschieden zwischen Nahkampf und Fernkampf. Außerdem zwischen Stichwaffe (zum Beispiel Dolch), Schlagwaffe (zum Beispiel Baseballschläger) und Schusswaffe (zum Beispiel Pistole). Dies ist wichtig, weil verschiedene Gegner verschiedene physische Schwächen haben. So sind Insektoide besonders empfindlich gegen Stampfen, Humanoide gegen Schnittverletzungen und Metallwesen gegen Schussangriffe. Als Nächstes sei zu erwähnen, dass viele Gegner direkt zu Beginn des Kampfes (noch) zu weit weg sind, um sofort direkt angegriffen werden zu können. Der Spieler muss also warten, bis der Gegner nah genug herangekommen ist, oder er setzt Fernangriffe ein. Zu guter Letzt können Items eingesetzt werden, um Gegnern zu schaden (zum Beispiel Molotowcocktails, Säureflaschen und Rauchbomben).
Ein besonderes Feature in Look Outside ist das Waffen-Reparatursystem. Waffen können während eines Kampfes beschädigt werden und schließlich zerbrechen. Solange sie bloß beschädigt sind, können sie mittels Klebeband repariert werden. Klebeband muss entweder gekauft oder eingesammelt werden und die Verfügbarkeit ist allgemein eher gering. Dadurch ist der Spieler dazu angehalten, häufiger seine Waffen zu wechseln und gleichzeitig regelmäßig neue Waffen zu kaufen. Ein weiteres Feature ist das Crafting, das Herstellen von Kampf-Items (wie zum Beispiel vorgenannte Molotowcocktails, Säureflaschen und Rauchbomben) und Gebrauchsobjekten (zum Beispiel Herbizide, Desinfektionsmittel und Bandagen) mittels einer Werkbank in Sams Appartement. Die jeweiligen Zutaten müssen gesammelt und/oder gekauft werden, können gelegentlich aber auch von Gegnern gewonnen werden. Das Spiel bietet eine Option namens Recipe, mit deren Hilfe bereits hergestellte Items schneller hergestellt werden können, sofern kombinierbare Zutaten verfügbar sind.

### Es klopft an der Tür...
Ein interessantes Feature von Look Outside ist das Es klopft an der Tür...-Ereignis. Wenn Sam sich mit Dingen wie Zocken, Kochen oder Basteln beschäftigt, erhält er plötzlich die Nachricht, dass jemand an seine Appartementtür klopft (das Klopfen ist für den Spieler deutlich hörbar). Das kann in seltenen Fällen auch passieren, wenn Sam gerade geschlafen hat. Nun hat der Spieler die Wahl: er kann es aussitzen und der Besuch zieht wieder weiter. Er kann durch den Türspion lugen und nachsehen, ob und wer (beziehungsweise was) sich dort aufhält. Das kann unter Umständen durchaus weise sein, denn es kann vorkommen, dass tatsächlich ein Monster angeklopft hat, nur um Sam anzufallen. Wenn sich herausstellt, dass ein Mensch angeklopft hat, kann der Spieler entscheiden, ob er den Klopfer ansprechen, wegschicken oder ihm gleich die Tür öffnen will, worauf es in ersterem und letzterem Fall zum Gespräch kommt.
Wer angeklopft hat, wird letztlich per Zufallsgenerator entschieden. Allgemein lassen sich die Besucher in drei Gruppen unterteilen: Händler, Hilfesuchende und Rekrutierbare. Die Händler tingeln von Heim zu Heim, um verschiedene Waren feilzubieten, wobei jeder Händler sich wahlweise auf Waffen, Lebensmittel und/oder Medikamente spezialisiert hat. Hilfesuchende können wahlweise beschenkt (wobei sie sich fast immer dankbar revanchieren), oder weggeschickt werden. Je öfter der Spieler ihnen aushilft, desto wertvoller werden die Gegenleistungen. Die Rekrutierbaren schließlich begehren mehr oder weniger höflich Einlass und bieten sich als Rekruten an. Der Spieler kann sie dann jeweils zur Reisegruppe hinzufügen, austauschen oder gar wieder fortschicken.
Zu guter Letzt kommt es in sehr seltenen Fällen vor, dass es zwar an der Tür klopft, aber niemand anwesend ist. Stattdessen findet der Spieler ein nützliches Mitbringsel auf seiner Türmatte. Das Spiel lässt tatsächlich offen, wer da ständig Geschenke zurücklässt.

## Entwicklungsgeschichte
Look Outside begann als Game-Jam-Beitrag für den Hawktober Horrors 2024 Wettbewerb auf der Videospiel-Vertriebsseite itch.io. Das Spiel wurde innerhalb eines Monats von Francis Coulombe, einem kanadischen Spieleentwickler, Künstler und Animator, mithilfe der RPG-Maker-Spielengine entwickelt. Die Musik zum Spiel stammt von Eric Shumaker.
Nach der Einreichung erregte das Spiel online große Aufmerksamkeit. Coulombe stand zu diesem Zeitpunkt aufgrund zweier anderer Projekte mit dem Videospiel-Publisher Devolver Digital in Kontakt. Nachdem er Look Outside dem Publisher vorgestellt hatte, stimmte dieser zu, dass das Spiel Erfolgspotential habe. Erfreut und hoffnungsvoll begann Coulombe, mit befreundeten Indie-Entwicklern zusammenzuarbeiten, um Look Outside zu einem vollwertigen kommerziellen Produkt zu entwickeln. Coulombe sah in der steigenden Popularität eine Chance und hoffte, das Spiel innerhalb von zwei Monaten fertigzustellen, bevor die Aufmerksamkeit wieder nachlassen würde. Entgegen dem geplanten Veröffentlichungszeitraum dauerte es nach der Veröffentlichung der Jam-Version weitere fünf Monate, bis das Spiel fertiggestellt war. Nach Fertigstellung wurde das Spiel von Devolver Digital online offiziell angekündigt und am 21. März 2025 auf Steam veröffentlicht.
Während der Entwicklung ließ sich Coulombe vom Rollenspiel Sweet Home aus dem Jahr 1989 inspirieren, was zu der besonderen Mischung aus Survival-Horror und rundenbasierter Kampfmechanik des Spiels führte. Aus Sweet Home stamme auch die Mechanik, dass bestimmte spielbare Charaktere ganz spezifische Fertigkeiten und Kampftechniken aufweisen. Coulombe erklärte außerdem, dass seine Verwendung grotesker Pixelkunst aus seiner Zeit bei der Entwicklung von Malison: The Cursed City stamme, das ähnliche groteske Designs aufweist.

## Kritiken
Look Outside erfährt überwiegend positive Bewertungen. Auf OpenCritic erhielt das Spiel eine Spitzenbewertung von 84 % bei 14 Bewertungen durch erfahrene Spieletester und -kritiker. Auf Metacritic hält das Spiel einen Metascore von 83 bei 12 Bewertungen durch Kritiker und Tester. Auf QuestDaily erhielt das Spiel die Bewertung 8,5/10.
Spielekritiker loben besonders die Tatsache, wie gewöhnlich und nachvollziehbar der Protagonist sei: anstatt eines Auserwählten oder Helden mit irgendwelchen Komplexen und/oder Attitüden werde der Spieler in die Rolle eines fast schon langweiligen Bürgers in einer äußerst realistischen Alltagswelt versetzt, der aus dieser urplötzlich und ohne eigenes Verschulden herausgerissen wird. Gelobt wird außerdem, wie zum Beispiel durch das mögliche Zerbrechen von Waffen inmitten eines Kampfes der Spieler plötzlich völlig hilflos dastehe, oder dass manche Gegner während des Kampfes weiter mutierten. Zuletzt überzeuge auch die bizarre Grafik des Spiels und das teils groteske Monsterdesign. Andere Kritiker loben die Atmosphäre und die Musik des Spiels. Das Spiel sei auch deshalb so fesselnd, weil es an die Menschlichkeit des Spielers apelliere, indem es ihn immer wieder vor die Wahl stellt, ob der Protagonist gegenüber bestimmten Monstern und/oder Nebencharakteren Mitgefühl oder Härte zeigen soll. Besonders beklemmend wirke dies dank der allgegenwärtigen Endzeitstimmung, die die Handlung des Spiels begleitet. Im realen Leben würden Notsituationen in gleichem Maße die wahre Natur eines jeden Einzelnen wecken und offenbaren. Bemängelt wird einzig, dass bestimmte Dungeons etwas zu ausschweifend seien.

## Kurioses
Look Outside kann ganz leicht binnen weniger Minuten beendet werden, indem der Spieler genau das tut, was der Spieletitel impliziert: unmittelbar nach dem Aufstehen aus dem Fenster schauen (Spoiler: Sam wird aus dem Fenster gesaugt und offscreen in ein Ungeheuer verwandelt).